# Condado de San Joaquin
O condado de San Joaquin (em inglês:  San Joaquin County) é um dos 58 condados do estado americano da Califórnia. Foi incorporado em 1850. A sede e cidade mais populosa do condado é Stockton.

## Geografia
De acordo com o United States Census Bureau, o condado possui uma área de 3 694 km², dos quais 3 603 km² estão cobertos por terra e 91 km² por água.

## Demografia
Segundo o censo nacional de 2010, o condado possui uma população de 685 306 habitantes e uma densidade populacional de 190,2 hab/km². Possui 233 755 residências, que resulta em uma densidade de 65 residências/km².
Das 7 localidades incorporadas no condado, Stockton é a mais populosa e também a mais densamente povoada, com 291 707 habitantes, o que representa 43% da população total, e densidade populacional de 1 826 hab/km². Escalon é a menos populosa, com 7 132 habitantes. De 2000 para 2010, a população de Lathrop cresceu quase 73% e a de Lodi em 9%. Apenas uma cidade possui população superior a 100 mil habitantes.